# 伊科尼机场
伊科尼機場是位於科摩羅的首都莫羅尼的机场。机场建于大科摩罗岛的西部，艾科尼镇的北部，后因新建的赛义德·易卜拉欣王子国际机场停止运营。机场位于海拔33英尺（10）处，原有一条1,355（4,446英尺）长的跑道，在機場停止營運後已被拆除。

## 跑道資料
- 方向：12/30
- 長度：1,355（4,446英尺）
- 表面：柏油